# Aria Giovanni
Aria Giovanni, nome artístico de Cindy Renee Volk (Los Angeles, 3 de novembro de 1977), é uma modelo e atriz pornô dos Estados Unidos.

## Biografia
Nasceu na Califórnia e é descendente de italianos. Ela frequentou uma faculdade em San Diego, com especialização em bioquímica.
Em outubro de 1999, suas fotos começaram a aparecer em sites pornográficos amadores.
Em 2000, Aimee Sweet apresentou Giovanni à fotógrafa Suze Randall, uma das mais influentes e importantes figuras da indústria pornô americana. Suze fez um ensaio fotográfico com Giovanni, que foi publicado na edição de setembro daquele ano da revista Penthouse.
Giovanni foi modelo do Dia da Playboy em 6 de junho de 2007.
Aria Giovanni é uma atriz pornô ocasional, tendo realizado pouquíssimos filmes explícitos em sua carreira, que teve início em 2000. Participou, porém, de diversos filmes adultos softcores. Hoje faz apenas filmes contracenando com mulheres, pois o seu namorado, como dizem alguns sites, a proibiu de fazer filmes com homens.
Já foi casada com o guitarrista John 5, ex-membro da banda de Marilyn Manson.

## Filmografia
- 13 Erotic Ghosts
- Adriana
- Aria
- Aria Giovanni (20 00)
- Aria Giovanni (2002)
- Blond and Brunettes
- Girlfriends
- Justine
- Meridians Of Passion
- Naked Diva
- Thrill Seekers
- Virtual Lap Dancers 2.0

## Prêmios e reconhecimentos
- 2010 XBIZ Award Nominee - Web Babe/Starlet of the Year[5]